# 王檢 (雍正進士)
王檢（？—1767年），字思及，號若齋，山東省登州府福山縣人，清朝政治人物、進士出身。

## 生平
雍正十一年（1733年）登進士，改庶吉士。乾隆元年（1736年）任翰林院編修。乾隆十四年（1749年）任直隸河間府知府。乾隆十七年（1752年）任甘肅涼莊道，后改直隸霸昌道。乾隆二十年（1755年）任通永河道。乾隆二十三年（1758年）任長蘆鹽運使；次年改安徽按察使。乾隆二十六年（1761年）任直隸按察使。乾隆二十八年（1763年）任山西按察使、廣西布政使、甘肅布政使。乾隆二十九年（1764年）改湖北巡撫。乾隆三十年（1765年）署湖廣總督。同年，署理湖南巡撫。改任廣東巡撫。